# Tor Alsaker-Nøstdahl
Tor Ivar Alsaker-Nøstdahl (Drammen, 19 febbraio 1945) è un ex calciatore norvegese, di ruolo difensore.

## Carriera

### Club
Alsaker-Nøstdahl giocò con la maglia dello Strømsgodset. In squadra, vinse tre edizioni della Norgesmesterskapet, oltre ad un campionato nazionale. Totalizzò 329 presenze e 4 reti con questa maglia.

### Nazionale
Conta 10 presenze per la Norvegia. Esordì il 12 novembre 1967, quando fu titolare nella sconfitta per 2-1 contro il Portogallo.

## Palmarès

### Club

#### Competizioni nazionali
- Campionato norvegese: 1

Strømsgodset: 1970
- Coppa di Norvegia: 3

Strømsgodset: 1969, 1970, 1973